# Elías Diamantstein
Elías Diamantstein (Puerto San Julián, Santa Cruz; septiembre de 1945 - 2005) fue un fotógrafo argentino.

## Biografía
Fotógrafo publicitario desde 1965. Trabajó con grandes empresas como Gándara, Mercedes Benz, L'Oréal, Harley Davidson y numerosas empresas más.
Su gran pasión fue sacar fotografías y al mismo tiempo dedicarse por más de 30 años a la docencia.
Entre sus colegas, a los que más admiraba eran a Robert Capa y a Henry Cartier-Bresson, grandes fotógrafos dedicados en mayor parte a la fotografía de guerra.
A lo largo de su carrera tuvo la oportunidad de retratar a personajes como Jorge Luis Borges, Hugo Arana, Leonardo Simmons y Araceli González entre otros.
Falleció en junio del 2005 a causa de una enfermedad terminal.
- Datos: Q5829408